# Crumlin (Galles)
Crumlin è un centro abitato del Galles, situato nel distretto di contea di Caerphilly.